# Puchar Ligi Szkockiej w piłce nożnej (2009/2010)
Puchar Ligi Szkockiej w sezonie 2009/2010 jest 64. edycją drugich, obok Pucharu Szkocji, piłkarskich rozgrywek pucharowych w Szkocji. Obrońcą tytułu jest Celtic F.C., który w finale poprzednich rozgrywek pokonał lokalnego rywala, Rangers, dzięki bramkom Darrena O’Dea i Aidena McGeady'ego (z rzutu karnego) w dogrywce. Po regulaminowym czasie gry był bezbramkowy remis.

## Kalendarz
| Runda          | Data                    | Mecze | Kluby   |
| -------------- | ----------------------- | ----- | ------- |
| Pierwsza runda | 1 sierpnia 2009         | 16    | 42 → 26 |
| Druga runda    | 25/26 sierpnia 2009     | 10    | 26 → 16 |
| Trzecia runda  | 22/23 września 2009     | 8     | 16 → 8  |
| Ćwierćfinały   | 27/28 października 2009 | 4     | 8 → 4   |
| Półfinały      | 3/4 lutego 2009         | 2     | 4 → 2   |
| Finał          | 21 marca 2010           | 1     | 2 → 1   |

## Pierwsza runda
- 30 klubów z Scottish Football League
- 2 kluby z Scottish Premier League (St. Johnstone, St. Mirren)

| 1 sierpnia 2009 15:00 CEST                | Airdrie United         | 0:0 k. 3:4Raport                         | Alloa Athletic          | Excelsior Stadium, Airdrie · Widzów: 756 · Sędzia: Charlie Richmond ( Szkocja) |
|                                           | kartki: · Lovering 25' |                                          | kartki: · Anderson 110' |                                                                                |
|                                           |                        | Rzuty karne                              |                         |                                                                                |
| Baird · McDonald · Waddell · Nixon · Watt |                        | Grant · Scott · Townsley · Agnew · Biust |                         |                                                                                |

| 1 sierpnia 2009 15:00 CEST | Albion Rovers · McKenzie 9' (sam.) · Barr 48' · McKenna 84' | 3:0Raport | Livingston | Cliftonhill, Coatbridge · Widzów: 602 · Sędzia: Gary Hilland ( Szkocja) |
|                            |                                                             |           |            |                                                                         |

| 1 sierpnia 2009 15:00 CEST | Brechin City · McAllister 13', 63' · Byers 77' · McKenna 84' | 4:0Raport | Elgin City | Glebe Park, Brechin · Widzów: 406 · Sędzia: Thomas Robertson ( Szkocja) |
|                            |                                                              |           |            |                                                                         |

| 1 sierpnia 2009 15:00 CEST | Clyde · Tod 28' (sam.) | 1:3Raport | Forfar Athletic · Campbell 51' · Fotheringham 58' · Deasley 65' | Broadwood Stadium, Cumbernauld · Widzów: 784 · Sędzia: Craig Thomson ( Szkocja) |
|                            |                        |           |                                                                 |                                                                                 |

| 1 sierpnia 2009 15:00 CEST | Cowdenbeath · McQuade 31' (k.) | 1:3Raport | Morton · Weatherson 7', 51' · MacFarlane 12' | Central Park, Cowdenbeath · Widzów: 486 · Sędzia: Brian Winter ( Szkocja) |
|                            |                                |           |                                              |                                                                           |

| 1 sierpnia 2009 15:00 CEST | Dumbarton              | 0:5Raport | Dunfermline Athletic · Graham 2' · Kirk 9', 56' · Burke 45' · Bell 65' | Strathclyde Homes Stadium, Dumbarton · Widzów: 953 · Sędzia: Chris Boyle ( Szkocja) |
|                            | kartki: · Chisholm 67' |           |                                                                        |                                                                                     |

| 1 sierpnia 2009 15:00 CEST | Dundee F.C. · Higgins 23' · Harkins 29' · Cameron 37' · McMenamin 47' · Griffits 67' | 5:0Raport | Stranraer              | Dens Park, Dundee · Widzów: 2345 · Sędzia: Willie Collum ( Szkocja) |
|                            |                                                                                      |           | kartki: · Mitchell 84' |                                                                     |

| 1 sierpnia 2009 15:00 CEST | East Fife · Linn 5' · Muir 19' | 2:3Raport | Raith Rovers · Walker 57' · Tade 75' · Williamson 90' | Bayview Stadium, Methil · Widzów: 1390 · Sędzia: Steven McLean ( Szkocja) |
|                            |                                |           |                                                       |                                                                           |

| 1 sierpnia 2009 15:00 CEST | Inverness Caledonian Thistle · Ronney 21' · Eagle 52' · Imrie 72' · Sanchez 88' | 4:0Raport | Annan Athletic | Caledonian Stadium, Inverness · Widzów: 1095 · Sędzia: Alan Muir ( Szkocja) |
|                            |                                                                                 |           |                |                                                                             |

| 1 sierpnia 2009 15:00 CEST | Partick Thistle · Hodge 29' · Buchanan 49', 81' (k.) · Erskene 53', 87' | 5:1Raport | Berwick Rangers · Little 69' | Firhill Stadium, Glasgow · Widzów: 1472 · Sędzia: Douglas McDonald ( Szkocja) |
|                            |                                                                         |           |                              |                                                                               |

| 1 sierpnia 2009 15:00 CEST | Peterhead | 0:3Raport | Arbroath · Sellars 6' · Bishop 48' · Raeside 54' | Balmoor, Peterhead · Widzów: 499 · Sędzia: Anthony Law ( Szkocja) |
|                            |           |           |                                                  |                                                                   |

| 1 sierpnia 2009 15:00 CEST | Quenns Park · Douglas 84' | 1:4Raport | Quenn of the South · Quinn 1' · Wilson 10', 14' · Burns 70' | Hampden Park, Glasgow · Widzów: 886 · Sędzia: Craig Charleston ( Szkocja) |
|                            |                           |           |                                                             |                                                                           |

| 1 sierpnia 2009 15:00 CEST | Ross County · Craig 43' · Gardyne 56', 75' · Morrison 72' · Stewart 79' | 5:0Raport | Montrose | Victoria Park, Dingwall · Widzów: 768 · Sędzia: Mike Tumilty ( Szkocja) |
|                            |                                                                         |           |          |                                                                         |

| 1 sierpnia 2009 15:00 CEST | Stenhousemuir | 0:5Raport | St. Johnstone · Milne 22' · Deuchar 28', 69' · Samuel 67', 74' | Ochilview Park, Stenhousemuir · Widzów: 1049 · Sędzia: David Somers ( Szkocja) |
|                            |               |           |                                                                |                                                                                |

| 1 sierpnia 2009 15:00 CEST | Stirling Albion · Devine 16'       | 1:2 (dog.)Raport | Ayr United · Easton 61' · Aitken 114' | Forthbank Stadium, Stirling · Widzów: 802 · Sędzia: Neil Watters ( Szkocja) |
|                            | kartki: · Graham 66' · Forsyth 93' |                  |                                       |                                                                             |

| 2 sierpnia 2009 15:00 CEST | East Stirlingshire · McGuire 23' · Rodgers 27', 36' | 3:6Raport | St. Mirren · Mehmet 6', 13', 17', 44', 67' · O’Donnel 73' | Ochilview Park, Stenhousemuir · Widzów: 1024 · Sędzia: Stevie O’Reilly ( Szkocja) |
|                            |                                                     |           |                                                           |                                                                                   |

## Druga runda
Uczestnicy drugiej rundy:
- 16 zwycięzców par z pierwszej rundy
- 4 kluby z Scottish Premier League, które nie zakwalifikowały się do rozgrywek europejskich (Dundee United, Hibernian, Kilmarnock, Hamilton Academical)

| 25 sierpnia 2009 20:45 CEST | Alloa Athletic | 0:2Raport | Dundee United · Shala 23' · Goodwillie 39' | Recreation Park, Alloa · Widzów: 1000 · Sędzia: Euan Norris ( Szkocja) |
|                             |                |           |                                            |                                                                        |

| 25 sierpnia 2009 20:45 CEST | Forfar Athletic · Tulloch 55' · Campbell 72' | 2:4Raport | Dundee F.C. · Griffiths 11' · Antoine-Curier 15', 31' · Tod 67' (sam.) | Station Park, Forfar · Widzów: 1929 · Sędzia: Steve O’Reilly ( Szkocja) |
|                             |                                              |           |                                                                        |                                                                         |

| 25 sierpnia 2009 20:45 CEST | Inverness Caledonian Thistle · Eagle 8' · Ronney 16' · Bulvitis 41' · Munro 57' | 4:0Raport | Albion Rovers | Caledonian Stadium, Inverness · Widzów: 681 · Sędzia: Steven Nicholls ( Szkocja) |
|                             |                                                                                 |           |               |                                                                                  |

| 25 sierpnia 2009 20:45 CEST | Kilmarnock · Sammon 24' (k.), 64' · Kyle 90' | 3:1Raport | Morton · McGuffie 44' (k.) | Rugby Park, Kilmarnock · Widzów: 3645 · Sędzia: Mike Tumilty ( Szkocja) |
|                             |                                              |           |                            |                                                                         |

| 25 sierpnia 2009 20:45 CEST | Partick Thistle · Donnelly 30' | 1:2Raport | Quenn of the South · Weatherston 64', 90' | Firhill Stadium, Glasgow · Widzów: 1527 · Sędzia: George Salmond ( Szkocja) |
|                             |                                |           |                                           |                                                                             |

| 25 sierpnia 2009 20:30 CEST | Ross County · Di Giacomo 32' · Brittain 53' | 2:1Raport | Hamilton Academical · Mensing 90+3' | Victoria Park, Dingwall · Widzów: 764 · Sędzia: Alan Miur ( Szkocja) |
|                             |                                             |           |                                     |                                                                      |

| 26 sierpnia 2009 20:45 CEST | Arbroath | 0:6Raport | St. Johnstone · Milne 24', 45' · Morais 27' · Deuchar 42', 67' · Samuel 71' | Gayfield Park, Arbroath · Widzów: 1038 · Sędzia: Steve Conroy ( Szkocja) |
|                             |          |           |                                                                             |                                                                          |

| 26 sierpnia 2009 20:45 CEST | Ayr United           | 0:2Raport | St. Mirren · Higdon 25' · Mehmet 90' | Somerset Park, Ayr · Widzów: 1652 · Sędzia: Charlie Richmond ( Szkocja) |
|                             | kartki: · Keenan 89' |           |                                      |                                                                         |

| 26 sierpnia 2009 20:45 CEST | Dunfermline Athletic · Kirk 38', 68' · Campbell 52' (sam.) | 3:1Raport | Raith Rovers · Williamson 50' (k.) | East End Park, Dunfermline · Widzów: 4163 · Sędzia: Brian Winter ( Szkocja) |
|                             |                                                            |           |                                    |                                                                             |

| 26 sierpnia 2009 20:45 CEST | Hibernian · Nimmo 10' (sam.) · Riordan 16' · Hanlon 55' | 3:0Raport | Brechin City | Easter Road, Edynburg · Widzów: 7047 · Sędzia: Steven McLean ( Szkocja) |
|                             |                                                         |           |              |                                                                         |

## Trzecia runda
Uczestnicy trzeciej rundy:
- 10 zwycięzców par z drugiej rundy
- 6 klubów z Scottish Premier League reprezentujących Szkocję w rozgrywkach europejskich (Rangers, Celtic F.C., Hearts, Aberdeen, Motherwell, Falkirk)

| 22 września 2009 20:45 CEST | Motherwell | – | Inverness Caledonian Thistle | Fir Park, Motherwell |
|                             |            |   |                              |                      |

| 22 września 2009 20:45 CEST | Dundee F.C. | – | Aberdeen | Dens Park, Dundee |
|                             |             |   |          |                   |

| 22 września 2009 20:45 CEST | Hibernian | – | St. Johnstone | Easter Road, Edynburg |
|                             |           |   |               |                       |

| 22 września 2009 20:45 CEST | Falkirk | 0:4 | Celtic F.C. | Falkirk Stadium, Falkirk |
|                             |         |     |             |                          |

| 22 września 2009 20:45 CEST | Kilmarnock | – | St. Mirren | Rugby Park, Kilmarnock |
|                             |            |   |            |                        |

| 22 września 2009 20:45 CEST | Queen of the South | 1:2 | Rangers | Palmerston Park, Dumfries |
|                             |                    |     |         |                           |

| 22 września 2009 20:45 CEST | Hearts | – | Dunfermline Athletic | Tynecastle Stadium, Edynburg |
|                             |        |   |                      |                              |

| 22 września 2009 20:45 CEST | Ross County | – | Dundee United | Victoria Park, Dingwall |
|                             |             |   |               |                         |

## Ćwierćfinały
Uczestnicy ćwierćfinałów:
- 8 zwycięzców par z trzeciej rundy

## Półfinały
Uczestnicy półfinałów:
- 4 zwycięzców par ćwierćfinałowych

## Finał
- 2 zwycięzców par półfinałowych